# Tárcza Bertalan
Tárcza Bertalan (Alsóapsa, 1882. július 3. – Kolozsvár, 1950. április 3.) magyar zenei szakíró, zeneszerző, szerkesztő.

## Életútja, munkássága
A kárpátaljai (ma Ukrajna) születésű Tárcza Bertalan Máramarosszigeten szerzett tanítói, Bukarestben zenetanári oklevelet (1929); Budapesten zenei továbbképzésen vett részt. Előbb a sepsiszentgyörgyi állami tanítóképzőnek (1916), majd a kolozsvári Református kollégiumnak volt zenetanára (1920), ugyanakkor a Református Teológián óraadó zenetanár. 1922-től a Romániai Magyar Dalosszövetség titkára, 1929-től főtitkára. Szervezőmunkájának eredményeként a tagénekkarok száma 30-ról 350-re emelkedett, hat országos, számos kerületi és ifjúsági dalosversenyt, valamint négy karnagyképző tanfolyamot szervezett. Műsorpolitikájában azonban nem fordított kellő gondot a népdalban gyökerező új magyar kórusirodalom népszerűsítésére, s ez hátrányosan befolyásolta a Dalosszövetség szerepét a korszerű zenei műveltség kialakításában.
Zenei tárgyú cikkeit 1905-től közölte az Erdélyi Protestáns Lap, Nevelés, Magyarország, Népnevelési Közlöny, Szilágymegyei Tanügy, 1918 után főképp az Ellenzék.
Szerkesztette a Dalosszövetség hivatalos lapját, a Magyar Dalt (1922–34) és a szövetség Értesítőit (1934–40); szerkesztésében jelent meg a Magyar Dalos Naptár három évfolyama (1929–31). Zeneszerzőként Arany János, Petőfi Sándor, Vörösmarty Mihály és mások verseiből többet megzenésített a késői romantika s a német Liedertafel stílusában. Elsőként összegezte Seprődi János életének fontosabb mozzanatait, munkásságának jelentősebb eredményeit (1923). Zenepedagógia tankönyve kéziratban maradt.